# Lough Mask
Le Lough Mask (en Irlandais : Loch Measca) est un lac calcaire de 89 km² (22 000 acres) du comté de Mayo, en Irlande, qui se situe à l'ouest de l'île
Le Lough Mask se trouve à proximité du Lough Corrib, qui se déverse dans le Corrib, un fleuve qui traverse Galway, et se termine dans la baie de Galway.
Le Lough Mask se trouve entre le Lough Corrib, au sud, et le Lough Carra, au nord-est.
Une rivière partiellement souterraine, la rivière Cong, relie le Lough Corrib au Lough Mask. Au milieu du XIXe siècle, des travaux ont été menés pour creuser un canal navigable entre ces deux lacs. La nature poreuse du sol calcaire a voué cette tentative à l'échec.
Le lac est réputé pour la pêche à la truite.

## Personnage célèbre
Sur la rive est du Lough Mask vivait Charles Cunningham Boycott (1832-1897). Il gérait ses terres avec tant de rudesse et de fermeté que la ligue agricole s'est liguée pour faire un blocus de ses exploitations. Le nom de l'ancien capitaine britannique est ainsi resté célèbre, étant la cible du premier boycott de l'histoire.